# 土岐光明
土岐 光明（1966年 - 、とき みつあき）は、日本の元プロキックボクサー、元俳優、実業家。代表作は映画『ビー・バップ・ハイスクール』シリーズ。

## 主な出演作

### 映画
- ビー・バップ・ハイスクール（1985年） - 戸塚水産高校 江藤
- ビー・バップ・ハイスクール 高校与太郎哀歌（1986年） - 城東工業高校 山田敏光
- 極道の妻たち（1986年） - 杉田組組員 紺野京一
- ビー・バップ・ハイスクール 高校与太郎行進曲（1987年） - 立花商業高校 郷ミノル
- ビー・バップ・ハイスクール 高校与太郎狂騒曲（1987年） - 立花商業高校 郷ミノル
- 新宿純愛物語（1987年） - 白井組組員 松宮（ビー・バップ軍団）
- ビー・バップ・ハイスクール 高校与太郎音頭（1988年） - 立花商業高校 郷ミノル
- ビー・バップ・ハイスクール 高校与太郎完結篇（1988年） - 立花商業高校 郷ミノル
- 代打教師 秋葉、真剣です!（1991年） - カメラマン
- 龍帝外伝 第一章 DIRTY HAWK（2021年4月、市原剛監督）- 獅子王会横浜支部長 郷田敏光[1]

### テレビドラマ
- もっとあぶない刑事 第4話「奇策」（1988年10月28日、日本テレビ）

### イベント
- BE-BOP LEGENDたちとカンパイ生トークLIVE（2020年9月5日19:00 - 20:30）リョウ役、柴田役、西役と共に出演[2]

### 配信
- YouTubeチャンネル『英雄星チャンネル』